# 孫男玉
孙男玉，北魏女性人物，平原郡鄃县（今山东省平原县西南）人。
她的丈夫被灵县的某人杀害。追拿到仇人后，孙男玉想要亲自杀了他，其弟劝阻他不听从。孙男玉说：“女人出嫁，以丈夫为天，当亲自雪仇，怎能假于他人之手。”于是用木杖将仇人殴杀。有司以死罪上奏朝廷。魏献文帝下诏：“孙男玉重节轻身，以义犯法，缘清定罪，理在可原，其特恕之。”